# 比利亚克希达
比利亚克希达，是西班牙卡斯蒂利亚-莱昂莱昂省的一个市镇。 总面积53平方公里，总人口1084人（001年），人口密度20人/平方公里。